# Marie Antoinette von Markovics
Marie Antoinette von Markovics geborene Richter (* 14. Dezember 1858 in Rostock; † im 20. Jahrhundert) war eine deutsche Schauspielerin, Sängerin und Schriftstellerin. Sie publizierte unter den Pseudonymen Emil de la Tour und M. von Letkow.

## Leben
Ihr Vater war Opernregisseur. Sie ließ sich zur Schauspielerin und Opernsängerin ausbilden und trat mit 15 Jahren als Page in Figaros Hochzeit in Breslau auf und heiratete nach verschiedenen Engagements den Rittmeister a. D. Markovics. Die Ehe wurde nach zehn Jahren geschieden, wodurch sie in finanzielle Schwierigkeiten geriet, aus denen sie sich durch schriftstellerische Arbeit befreite. Sie lebte zeitweise in Wien und ab 1892 in Berlin.

## Werke
- Zwei harte Köpfe. Eine Novelle. Schottländer, Breslau 1900.
- Das Geheimnis Dragynianus. Auf eigenen Füßen. Novellen. Hebsacker, Zürich 1903.
- Rauschgold. Erzählungen. Weber, Heilbronn 1901.
- Von Generation zu Generation. Roman. Weber, Heilbronn 1901.
- Vom Seine-Strand. Novellen. Weber, Heilbronn 1903.
- Verbotene Früchte und anderes. Novellen. Enßlin & Laiblin, Reutlingen 1903.
- Ohne Liebe. Roman. Enßlin & Laiblin, Reutlingen 1907.
- Lachendes Glück und andere Novellen. Enßlin & Laiblin, Reutlingen 1912.
- Der Sohn des Grafen. Erzählung. Weber, Heilbronn 1925.